# Янимово
Яни́мово (чув. Янăм, рос. Янымово) — село у Чувашії Російської Федерації, у складі Ядринського сільського поселення Ядринського району.
Населення — 143 особи (2010; 161 в 2002, 256 в 1979, 320 в 1939, 331 в 1926, 314 в 1906, 230 в 1858, 290 в 1795). У національному розрізі у селі мешкають чуваші та росіяни.

## Історія
Історичні назви — Вурманкаси-Янам, Янимова, Велика Янимова. До 1866 року селяни мали статус державних, займались землеробством, тваринництвом, бондарством, ковальством, виробництвом коліс, взуття та одягу. Діяв храм Покрови Пресвятої Богородиці (1926–1935). 1931 року створено колгосп «Çĕнĕ пурнăç». До 1920 року село входило до складу Татаркасинської волості Козьмодемьянського повіту, до 1926 року — у складі Чебоксарського повіту, до 1927 року — у складі Малокарачкінської волості Ядринського повіту. Після переходу 1927 року на райони — у складі Татаркасинського (1927-1939), Сундирського (1939-1962) та Ядринського (з 1962 року) районів.

## Господарство
У селі діють пошта, музей, ветеринарна аптека, спортивний майданчик, магазин, їдальня.